# Митчелл, Генри Лауренс
Генри Лауренс Митчелл (англ. Henry Laurens Mitchell; 3 сентября 1831 — 14 октября 1903) — американский адвокат, судья и политик-демократ. 16-й губернатор штата Флорида.